# Тонкинський район
Тонкинський район (рос. Тонкинский район) — адміністративно-територіальна одиниця (район) та муніципальне утворення (муніципальний район) у північно-східній частині Нижньогородської області Росії.
Адміністративний центр — робітниче селище Тонкино.

## Історія
Район було утворено 1929 року.

## Населення
| 1939   | 1959    | 1970    | 1979    | 1989    | 2002    | 2008  |
| ------ | ------- | ------- | ------- | ------- | ------- | ----- |
| 34 142 | ↘22 284 | ↘16 908 | ↘13 752 | ↘12 551 | ↘11 097 | ↘9553 |
| 2009   | 2010    | 2011    | 2012    | 2013    | 2014    | 2015  |
| ↘9314  | ↘9007   | ↘8943   | ↘8739   | ↘8559   | ↘8322   | ↘8147 |
| 2016   | 2017    |         |         |         |         |       |
| ↘8008  | ↘7909   |         |         |         |         |       |